# 阿尔加尼翁
阿尔加尼翁（法語：Argagnon，法語發音：[aʁɡaɲɔ̃]）是法国大西洋比利牛斯省的一个市镇，位于该省北部，属于波城区。

## 地理
阿尔加尼翁（43°27'24"N, 0°40'56"W）面积9.33 平方千米，位于法国新阿基坦大区大西洋比利牛斯省，该省份为法国东南部省份，涵盖了贝阿恩与北巴斯克，西临大西洋比斯開灣，北至朗德省，东北接热尔省，东临上比利牛斯省，南与西班牙接壤。
与阿尔加尼翁接壤的市镇（或旧市镇、城区）包括：阿尔泰兹德贝阿恩、巴朗桑、卡斯泰蒂斯、马斯拉克、蒙村、萨尔普朗克斯、梅斯普莱德。

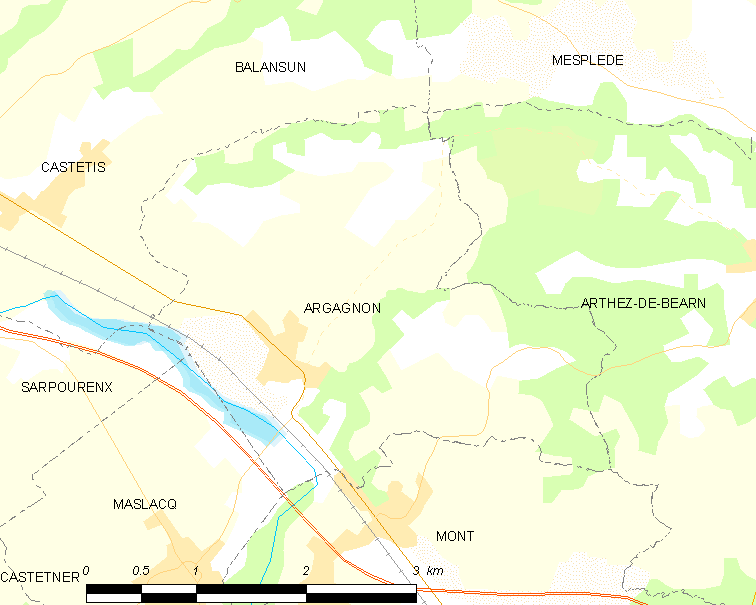
阿尔加尼翁的OSM定位图

阿尔加尼翁的时区为UTC+01:00、UTC+02:00（夏令时）。

## 行政
阿尔加尼翁的邮政编码为64300，INSEE市镇编码为64042。

## 政治
阿尔加尼翁所属的省级选区为阿尔蒂克斯和苏贝斯特尔地区县。

## 人口

1962-2008年间阿尔加尼翁人口变化图示

阿尔加尼翁于2022年1月1日时的人口数量为699人。